# Mágneshorgászat

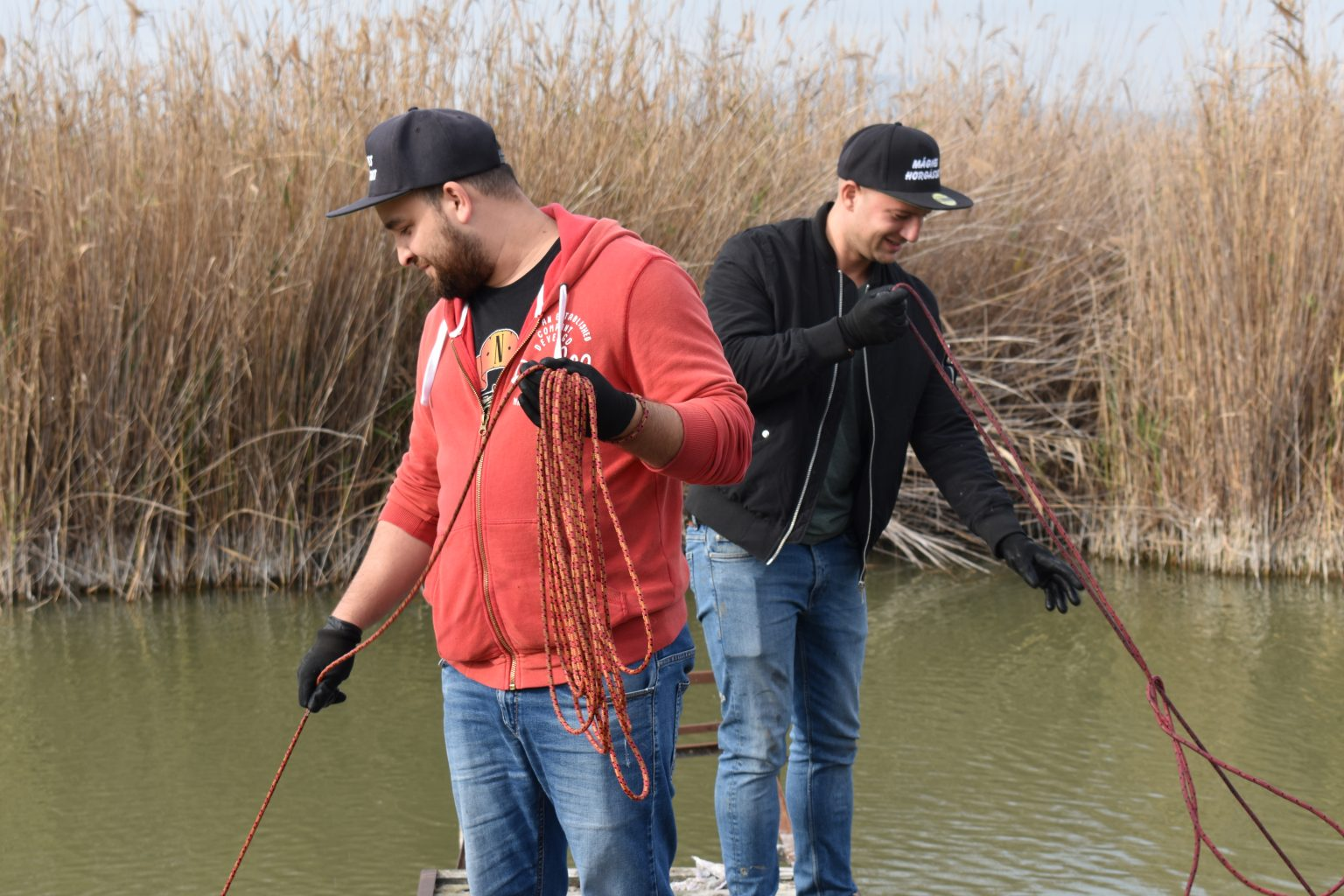
Mágneshorgászat a tavon

A mágneshorgászat egy új hobbi, tulajdonképpen a környezetvédelem és a kincskeresés ötvözete. A mágneshorgászat lényege, hogy a horgász egy kötélre erősített neodímummágnessel ferromágneses tárgyakat keres a folyókban, tavakban, illetve kisebb patakokban.
Az eszközzel többek között fogtak már széfeket, fegyvereket, motort, kerékpárt, alkatrészeket, érméket és II. világháborús tárgyakat is.

## A neodímiummágnes
A mágneshorgászathoz használt, úgynevezett neodímium (Nd) jelenleg a legerősebb, és a legnagyobb remanenciával (Br) rendelkező mágnes, melynek hőmérséklet-tűrése 80 °C.
A neodímium, valamint a vas-bór (Nd2Fe14B) ötvözete amellett, hogy rendkívül erős, könnyen oxidálódik, ezért a felületvédelemhez cinket (Zn), nikkelt (Ni) és rezet (Cu) használnak.
Standard kivitelként három védőréteggel látják el a mágneseket, ez a nikkel-réz-nikkel bevonat.
A termékek esetében betű-szám kombinációval jelzik, hogy mekkora mágneses energiát zártak a magba. A legnagyobb Grade-számmal rendelkező mágnesek az N52-es kombinációval jelölt darabok.
A mágneses indukció nagyságát Gauss-ban (G), illetve Teslában (T) mérik, ennek megfelelően 1 Tesla 10000 Gauss-nak felel meg. Egy N52-es mágnes remanenciája 1.42-1.47 Tesla.
A neodímiumot az élet számos területén használják, többek között
- az audio berendezések gyártásához,
- a mágneses rezonancia képalkotáshoz,
- a nagyobb rakományok emeléséhez,
- a lézerek készítéséhez,
- a vasútiparban,
- és az autóiparban is.

## A horgászmágnesek fajtái
Három típusú horgászmágnest különböztetünk meg:
1. a fentről rögzíthető mágnest,
2. az oldalról rögzíthető mágnest,
3. illetve a kettő keverékét, az úgynevezett hibrid mágnest.

Ezenkívül horgászmágnesek különböző tartóerővel rendelkeznek, amelyeket kilogrammal (kg) jelölnek. A kisebb tartóerejű horgászmágnesek általánosságban 85 kilogrammtól kezdődnek, a legnagyobbak pedig 910 kilogrammosak is lehetnek.

## A mágneshorgászathoz használt eszközök
A mágneshorgászathoz a fent említett neodímiummágnes mellett erős, 10-50 méter hosszú polipropilén (PP) kötélhez rögzítik. Az összegyűjtött hulladékot vödörbe kell gyűjteni, majd egy hulladékgyűjtőben elhelyezni. A mágneshorgászathoz kesztyű használata is erősen ajánlott.

## Mágneshorgászat Magyarországon
A mágneshorgászatot Kovács Erik és Vinczellér Dávid honosította meg Magyarországon 2016-ban, azóta a sport pedig évről évre ismertebb. Népszerűségét jól mutatja, hogy 2021-ben megrendezésre került Magyarország I. mágneshorgászversenye, ami európai szinten is egyedülállónak számít.[forrás?]
Népszerű horgászhelyszínek a K-híd, a budapesti és a szigetszentmiklósi Duna-part, Dunaharaszti, Gyula, a Tisza-holtága, valamint a kisebb horgásztavak.
Sajnos a hazai vizek többsége erősen telített hulladékkal, így ezek megtisztítása óvja a környezetet.

## Jogi szabályozása
A mágneshorgászat Magyarországon és az Európai Unió legtöbb országában teljesen legális, azonban előfordulhatnak különutas önkormányzati rendelkezések.

### Magyarország
Jelenleg a mágneshorgászat Magyarországon nem engedélyköteles tevékenység, mivel elsősorban hulladékgyűjtésnek minősül. Azonban, bizonyos esetekben, szükség lehet írásos engedélyre is, például ha egy horgászegyesülethez tartozó tónál végzik a tevékenységet. Magán- vagy természetvédelmi területen viszont nem szükséges engedély, mindenki szabadon horgászhat.
A máneshorgászat során esetlegesen talált tárgyakra is vonatkoznak a találásra vonatkozó szabályai. A büntetőjogi szabályozás a jogtalan elsajátítás tilalma alatt található meg.    

### Németország
Németországban a mágneshorgászat legális, azonban Hamburgban az engedély nélküli mágneshorgászat pénzbírsággal sújtható.

### Belgium
Belgiumban a mágneshorgászat szintén legális. Egy amatőr mágneshorgászokból álló csapat segített felderíteni egy '80-as évekbeli bűntényt azzal, hogy új bizonyítékokat, lőfegyvereket és lőszereket, szolgáltattak a hatóságoknak.